# 29660 Jessmacalpine
29660 Jessmacalpine è un asteroide della fascia principale. Scoperto nel 1998, presenta un'orbita caratterizzata da un semiasse maggiore pari a 2,2921056 UA e da un'eccentricità di 0,1475405, inclinata di 3,52300° rispetto all'eclittica.